# Liste du patrimoine culturel immatériel de l'humanité au Venezuela
Cet article recense les pratiques inscrites au patrimoine culturel immatériel au Venezuela.

## Statistiques
Le Venezuela ratifie la convention pour la sauvegarde du patrimoine culturel immatériel le 12 avril 2007. La première pratique protégée est inscrite en 2012.
En 2024, le Venezuela compte 9 éléments inscrits au patrimoine culturel immatériel, 6 sur la liste représentative, 2 nécessitant une sauvegarde urgente et 2 au registre des meilleures pratiques de sauvegarde.

## Listes

### Liste représentative
Les éléments suivants sont inscrits sur la liste représentative du patrimoine culturel immatériel de l'humanité :
| Élément                                                                                                   | Type | Subdivision | Année | Lien  | Notes                                                              | Illus. |
| --- | --- | ----------- | ----- | ----- | ------------------------------------------------------------------ | ------ |
| Les diables danseurs de Corpus Christi du Venezuela                                                       | arts du spectacles pratiques sociales, rituels et événements festifs                                                                                        |             | 2012  | 00639 |                                                                    |        |
| La parranda de San Pedro (es) de Guarenas et Guatire                                                      | pratiques sociales, rituels et événements festifs | Miranda     | 2013  | 00907 |                                                                    |        |
| Les connaissances et technologies traditionnelles liées à la culture et à la transformation de la curagua | savoir-faire liés à l'artisanat traditionnel | Monagas     | 2015  | 01094 |                                                                    |        |
| Le carnaval d'El Callao, représentation festive d’une mémoire et d’une identité culturelle                | pratiques sociales, rituels et événements festifs | El Callao   | 2016  | 01198 |                                                                    |        |
| Le cycle des festivités autour de la vénération et du culte de Saint Jean-Baptiste                        | pratiques sociales, rituels et événements festifs traditions et expressions orales                                                                          |             | 2021  | 01682 |                                                                    |        |
| Le savoir-faire et les pratiques traditionnels liés à la fabrication et à la consommation de la cassave   | pratiques sociales, rituels et événements festifs connaissances et pratiques concernant la nature et l'univers savoir-faire liés à l'artisanat traditionnel |             | 2024  | 02118 | Partagé avec Cuba, la République dominicaine, Haïti et le Honduras |        |

### Patrimoine immatériel nécessitant une sauvegarde urgente
Le Venezuela compte 2 éléments listés sur la liste du patrimoine immatériel nécessitant une sauvegarde urgente :
| Élément                                                                                         | Type                             | Subdivision | Année | Lien  | Notes                    | Illus. |
| ----------------------------------------------------------------------------------------------- | -------------------------------- | ----------- | ----- | ----- | ------------------------ | ------ |
| La tradition orale Mapoyo et ses points de référence symboliques dans leur territoire ancestral | traditions et expressions orales | Bolivar     | 2014  | 00983 |                          |        |
| Les chants de travail de llano colombo-vénézuéliens                                             | arts du spectacle                | Llanos      | 2017  | 01285 | Partagé avec la Colombie |        |

### Registre des meilleures pratiques de sauvegarde
Le Venezuela compte une pratique listée au registre des meilleures pratiques de sauvegarde :
| Élément | Type                                                                                           | Subdivision | Année | Lien  | Notes | Illus. |
| --- | ---------------------------------------------------------------------------------------------- | ----------- | ----- | ----- | ----- | ------ |
| Le programme bioculturel pour la sauvegarde de la tradition du palmier béni au Venezuela                                                                                 | pratiques sociales, rituels et événements festifs savoir-faire liés à l'artisanat traditionnel |             | 2019  | 01464 |       |        |
| Le Programme de sauvegarde des Bandos et Parrandas des Saints Innocents de Caucagua : pôles d’initiation et de transmission des connaissances et Conseils communautaires | arts du spectacle pratiques sociales, rituels et événements festifs                            | Caucagua    | 2023  | 01856 |       |        |